# Heidelberg Project

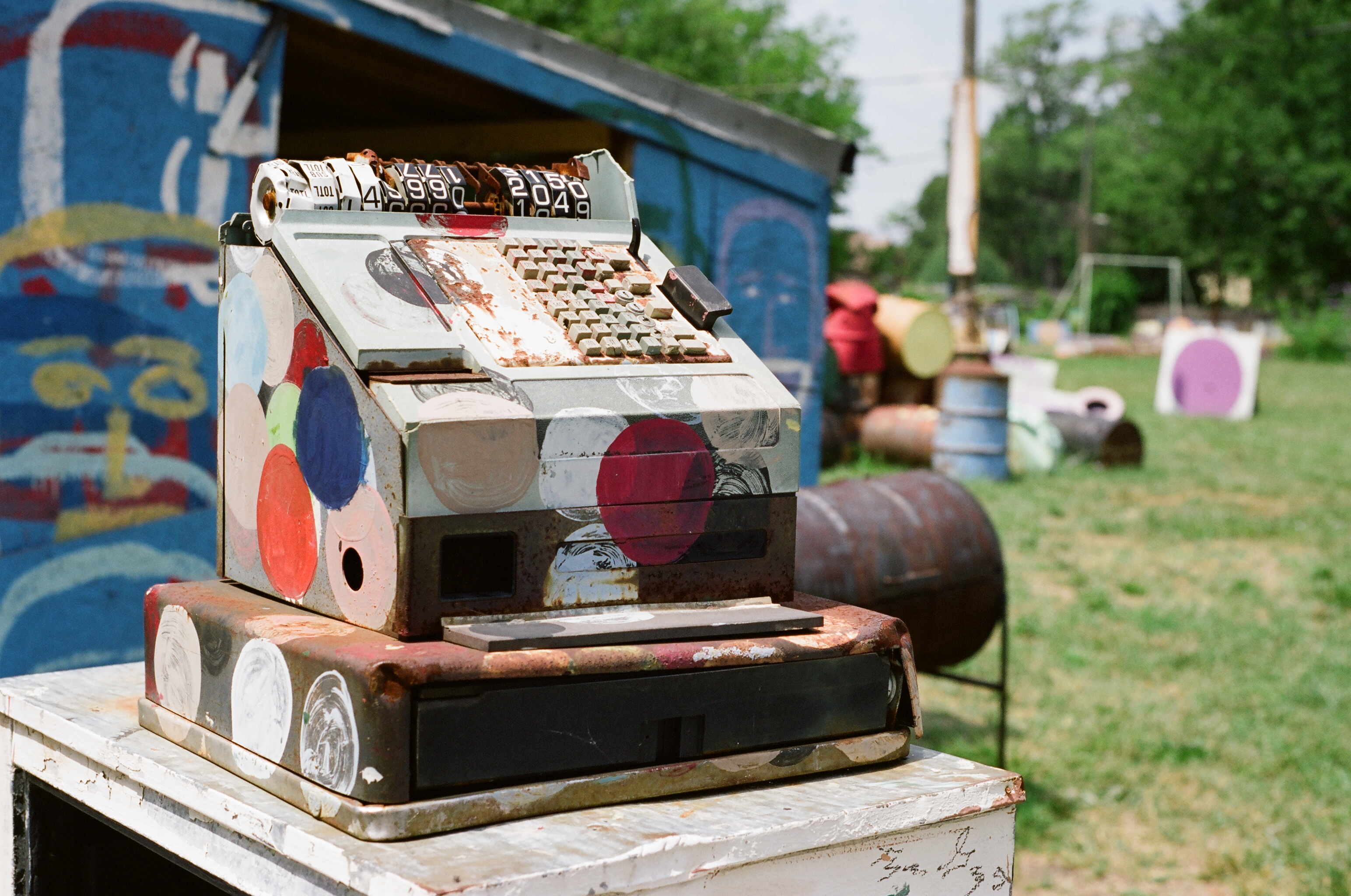
Een versierde afgedankte kassa

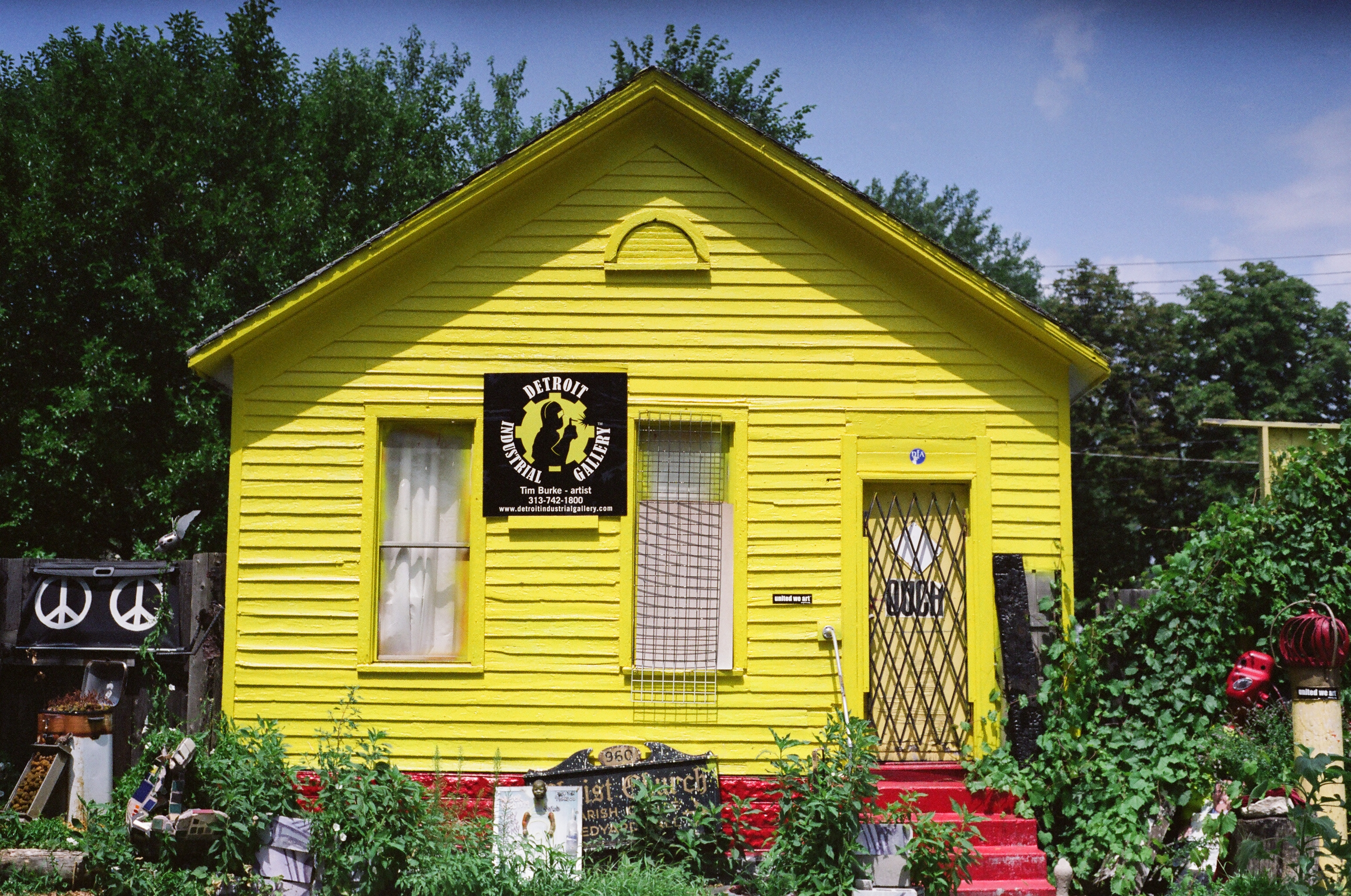
Detroit Industrial Gallery

Het Heidelberg Project werd in 1986 opgestart door Tyree Guyton, samen met zijn grootvader. Hun doel was om een buurt in de Amerikaanse stad Detroit, die steeds meer in verval raakte, op te knappen door de leegstaande panden en braakliggende grond om te bouwen tot kunstwerken. De huizen aan Heidelberg Street werden op fantasievolle wijze beschilderd en gedecoreerd met allerlei afgedankte spullen. Langzaamaan veranderde de straat van een onveilige plek in een toeristische attractie. Guyton werkte samen met de mensen in de buurt en hoopte zo een binnen- en buitenmuseum te creëren met een nieuwe kunstenaarskolonie. In de straat is een creatieve studio met de naam Detroit Industrial Gallery geopend.
Tot twee keer toe zijn huizen binnen het Heidelberg Project gesloopt. De eerste keer in 1991 en de tweede keer in 1999.